# Syd Mead

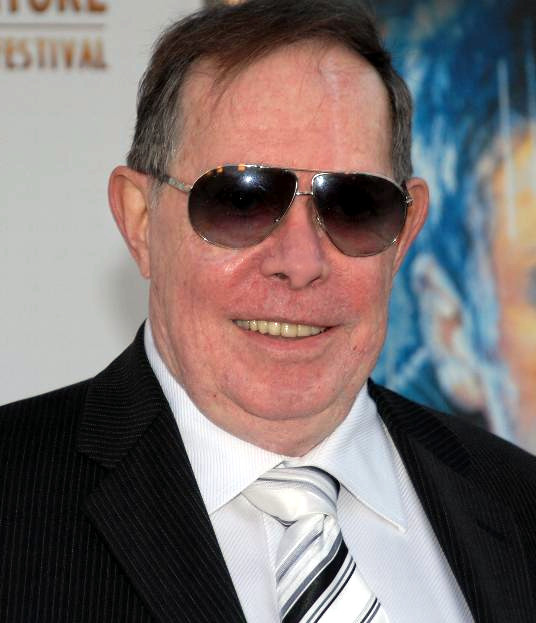
Syd Mead bei der Verleihung des Jules Verne Adventure Film Special Awards 2007

Syd Mead (* 18. Juli 1933 als Sydney Jay Mead in Saint Paul, Minnesota; † 30. Dezember 2019 in Pasadena, Kalifornien) war ein US-amerikanischer Designer für die Industrie und die Filmbranche.

## Leben
Seine erste Anstellung erhielt Mead 1952 bei der Alexander Film Corporation, wo er bei der Herstellung von Zeichentrickfilmen mitwirkte. 1953 trat er in die United States Army ein und diente drei Jahre lang als Trainingssergeant in Okinawa. 1956 bewarb er sich in Los Angeles beim Art Center und schloss sein dortiges Designstudium 1959 erfolgreich ab. Im gleichen Jahr bekam er eine Stelle im Ford Motor Company’s Advanced Styling Center in Dearborn, Michigan. 1961 wechselte er zur Hansen Corporation nach Detroit, Michigan und arbeitete u. a. für U.S. Steel Books und Celcon Books.
Nach drei weiteren Jahren bei der Firma Intergraph in Detroit gründete Mead 1970 seine eigene Firma Syd Mead Inc. in Detroit. Er erhielt einen 12-Jahres-Vertrag über eine Zusammenarbeit mit Philips. Zu seinen Kunden gehörten außerdem Sony, Chrysler und Mechanix Illustrated. Für die Einführung eines öffentlichen Schienennahverkehrs in der Bay Area 1972 entwarf er das Design der BART-Züge. 1975 zog er mit seiner Firma nach Capistrano Beach in Kalifornien. 1976 veröffentlichte er mit den Fantasykünstlern Martyn und Roger Dean das Buch Sentinel.
Seine erste Berührung mit Hollywood hatte er 1978, als er zusammen mit John Dykstra, Douglas Trumbull und Robert Abel (RA&A) am Design des Films Star Trek: Der Film mitarbeitete. Er entwarf Segmente der mysteriösen Wolkenstruktur, die von der Enterprise durchflogen wurden, sowie das Raumschiff V’ger. 1980 hatte er zwei Großprojekte in Arbeit, welche nicht zuletzt wegen seiner bahnbrechenden Designarbeit Filmgeschichte schreiben sollten. Für Ridley Scotts Science-Fiction-Film Blade Runner entwarf er große Teile von Los Angeles, die flugfähigen Polizeiautos Spinner, Harrison Fords Appartement und die Voight-Kampff-Maschine, mit der die im Film gejagten Replikanten als solche erkannt werden können. Die Wochenzeitung Die Zeit schrieb dazu anlässlich einer Ausstellung im O&O Depot in Berlin 2019: „Unvergessen ist sein toxisches, regengepeitschtes, von Neonreklamen durchglühtes Los Angeles der Zukunft in Ridley Scotts Blade Runner. Mead schuf den Großstadtmoloch als kalten Betonkosmos, in dem sich die Menschen ameisengleich verlieren.“
Für Steven Lisbergers Tron, den ersten Film, bei dem ein Großteil der Handlung aus rechnergenerierten Bildern besteht, entwarf Mead die Lichtmotorräder Lightcycles, Sarks Transporter, die Panzer, die Recognizer und zusammen mit Moebius den kompletten Hintergrund der elektronischen Welt. Auch das Tron-Logo vom Filmplakat ist seine Arbeit.
Danach war Mead viel für die Werbebranche (u. a. für Pepsi) tätig, bis er 1984 wieder für Hollywood aktiv wurde. Für die Verfilmung des Romans 2010: Das Jahr, in dem wir Kontakt aufnehmen durch Peter Hyams entwarf er das Raumschiff Leonov einschließlich der Innenarchitektur und der Sonden. Ein Jahr später entwarf er den Roboter Nr. 5 für John Badhams Nummer 5 lebt!.
Es folgten Mitarbeiten an mehreren unvollendeten Projekten, bis 1986 sein letztes Großprojekt Gestalt annahm. Der Weltraumtransporter Sulaco aus James Camerons Alien-Sequel Aliens – Die Rückkehr kann seine Verwandtschaft zu Sarks Transporter aus Tron nicht verleugnen. Nicht verspielte überflüssige Optik, sondern schlichte Funktionalität bestimmten das Design von Syd Mead. Beim Abwurfschiff UD-4L Cheyenne fielen jedoch sowohl seine wie auch die Entwürfe seines Kollegen Ron Cobb bei Cameron durch, so dass der Regisseur hier das Design selbst übernahm. 1989 bahnte sich nach Blade Runner die zweite Zusammenarbeit mit Ridley Scott an. Das Projekt Isobar, bei dem Sylvester Stallone die Hauptrolle übernehmen sollte, und auch so namhafte Leute wie HR Giger und später – als Ersatz für Ridley Scott – Roland Emmerich involviert waren, scheiterte an Drehbuchproblemen und am Verkauf der Columbia Studios an Sony. Sein nächster Film Starfire (1990) wurde aufgrund von Regieproblemen zum Flop.
Es folgten Arbeiten fürs Fernsehen und kleinere Designbeiträge unter anderem für Timecop (1994) von Peter Hyams, Strange Days (1995) von Kathryn Bigelow und Mission to Mars (2000) von Brian De Palma. Außerdem schuf er den Look für das Computerspiel Maelstrom sowie das Design für Wing Commander: Prophecy. Seither war Syd Mead wieder verstärkt für die Industrie tätig und hat mehrere Bücher sowie eine 4-teilige DVD-Kollektion namens The Techniques of Syd Mead über seine Arbeit veröffentlicht.

## Privat
Mead war in einer Beziehung mit seinem Partner Roger Servick, welcher auch als sein Manager fungierte. Im Alter von 86 Jahren verstarb Mead nach einer drei Jahre andauernden Krebserkrankung (Lymphom).

## Filmografie
- 1979: Star Trek: Der Film (Production Illustrator)
- 1982: Tron (Production Designer / Conceptual Artist)
- 1982: Blade Runner (Visual Futurist)
- 1984: 2010: Das Jahr, in dem wir Kontakt aufnehmen (Visual Futurist)
- 1986: Aliens – Die Rückkehr (Conceptual Artist)
- 1986: Nummer 5 lebt! (Roboterdesign)
- 1990: Starfire (Production Designer)
- 1992: From Time to Time (Production Designer: Paris der Zukunft)
- 1994: Timecop (Visueller Berater)
- 1995: Vernetzt – Johnny Mnemonic (Visueller Berater)
- 1995: Strange Days (Design: Playback Deck)
- 2000: Software (Production Designer)
- 2000: Mission to Mars (Design: Marsfahrzeug)
- 2006: Mission: Impossible III (Design: Mask Maker)
- 2013: Elysium (Set Designer)
- 2015: A World Beyond (Visual Futurist)
- 2017: Blade Runner 2049 (Visual Futurist)